# Mojtaba Postchi
Mojtaba Postchi (persisch مجتبی پستچی; * 1985) ist ein ehemaliger iranischer Hürdenläufer, der sich auf die 110-Meter-Distanz spezialisiert hat.

## Sportliche Laufbahn
Erste internationale Erfahrungen sammelte Mojtaba Postchi im Jahr 2004, als er bei den erstmals ausgetragenen Hallenasienmeisterschaften in Teheran in 8,14 s den sechsten Platz im 60-Meter-Hürdenlauf belegte. 2006 wurde er positiv auf ein verbotenes Dopingmittel getestet und anschließend für zwei Jahre gesperrt. 2010 erreichte er bei den Hallenasienmeisterschaften in Teheran erneut das Finale, wurde dort aber disqualifiziert. Im Jahr darauf erreichte er bei den Asienmeisterschaften in Kōbe in 13,97 s Rang sechs und 2014 beendete er ebendort seine sportliche Karriere.

## Persönliche Bestleistungen
- 100 m Hürden: 13,95 s, 17. Mai 2011 in Teheran
  - 60 m Hürden (Halle): 7,99 s, 26. Februar 2010 in Teheran